# 妹妹 (電視劇)
《妹妹》（英語：Apple in Your Eye），2014年台灣偶像劇，為台視與八大合作播出的周五優質戲劇。本故事是名編劇徐譽庭2013年之作。由藍正龍、安心亞、莫允雯、安哲主演。本劇獲得文化部102年補助高畫質電視節目1800萬。2013年10月23日開拍，台視於2014年8月8日晚上10點首播，八大綜合台於8月9日晚上10點播出。台視於10月31日播出最終回，全劇共13集。接檔《威廉王子》。
本劇是八大電視時隔3年，再次採用與劇情無直接關聯的原創性片尾。

## 播出時間

### 首播
| 頻道              | 所在地   | 播映日期      | 播出時間                 |
| ----------------- | -------- | ------------- | ------------------------ |
| 台視主頻 台視HD台 | 臺灣     | 2014年8月8日  | 每週五 22:00-23:30       |
| 八大綜合台        | 臺灣     | 2014年8月9日  | 每週六 22:00-23:30       |
| 八度空間          | 马来西亚 | 2014年8月9日  | 每週六 18:00-20:00       |
| 新传媒U频道       | 新加坡   | 2014年8月30日 | 每週六 21:00-22:30       |
| 旧金山 KTSF26台   | 美国     | 2014年12月2日 | 每週一至週五 21:00-22:00 |
| 煲劇2台           | 香港     | 2015年1月8日  | 每週一至週五 12:30-13:30 |
| 洛城18台          | 美国     | 2015年1月18日 | 每週一至週五 09:00-10:00 |
| Asia Dramatic TV  | 日本     | 2015年3月21日 | 僕らのメヌエット         |
| TVBS歡樂台        | 臺灣     | 2015年3月25日 | 每週一至週五 20:00-21:00 |

### 重播
| 頻道              | 所在地 | 播映日期                    | 播出時間                 |
| ----------------- | ------ | --------------------------- | ------------------------ |
| 台視主頻 台視HD台 | 臺灣   | 2014年8月9日                | 每週六 12:30-14:05       |
| 台視主頻 台視HD台 | 臺灣   | 2014年8月10日               | 每週日 23:45-01:15       |
| 台視主頻 台視HD台 | 臺灣   | 2014年8月15日               | 每週五 15:00-16:30       |
| 八大綜合台        | 臺灣   | 2014年8月10日               | 每週日 03:00-04:30       |
| 八大綜合台        | 臺灣   | 2014年8月16日               | 每週六 13:00-14:30       |
| 八大綜合台        | 臺灣   | 2014年11月3日 （至12月2日） | 每週一至週五 22:00-23:00 |
| 八大綜合台        | 臺灣   | 2014年11月4日 （至12月3日） | 每週二至週六 03:00-04:00 |
| 八大綜合台        | 臺灣   | 2014年11月4日 （至12月3日） | 每週一至週五 08:00-09:00 |
| 八大綜合台        | 臺灣   | 2014年11月4日 （至12月3日） | 每週一至週五 13:00-14:00 |
| 煲劇2台           | 香港   | 2015年1月9日                | 每週一至週五 18:30-19:30 |
| 煲劇2台           | 香港   | 2015年1月9日                | 每週一至週五 21:30-22:30 |

## 演員列表

### 主要角色
| 角色   | 演員            | 介紹 | 登場集數       |
| 周繼薇 | 安心亞 （成年） | 綽號「啾悲哀」。本來應該叫做「周繼偉」，因為媽媽希望有個兒子，當她呱呱落地時，成為了「周家第三個女兒」。為了保護那個讓她心疼的哥哥，她要努力的長大，卻一不小心長得太大隻，所以不管在家裡、在學校，她永遠都是那個應該要挺身而出的「高個子」。還好她有一個好哥哥，讓她明白了「妹妹」其實是個形容詞，形容著「被保護的幸福」 。 | 全劇           |
| 周繼薇 | 吳若瑄 （童年） | 綽號「啾悲哀」。本來應該叫做「周繼偉」，因為媽媽希望有個兒子，當她呱呱落地時，成為了「周家第三個女兒」。為了保護那個讓她心疼的哥哥，她要努力的長大，卻一不小心長得太大隻，所以不管在家裡、在學校，她永遠都是那個應該要挺身而出的「高個子」。還好她有一個好哥哥，讓她明白了「妹妹」其實是個形容詞，形容著「被保護的幸福」 。 | 1,7-8,13       |
| 戴耀起 | 藍正龍 （成年） | 原本是一個品學兼優、人見人愛的好孩子，不過當他10歲那年，母親的離開，讓他的人生全都改變了。還好還有兩個人能懂他的人：奶奶以及周繼薇。 | 全劇           |
| 戴耀起 | 古理德 （童年） | 原本是一個品學兼優、人見人愛的好孩子，不過當他10歲那年，母親的離開，讓他的人生全都改變了。還好還有兩個人能懂他的人：奶奶以及周繼薇。 | 1,7-8,12-13    |
| 方紹敏 | 莫允雯          | 高職時代校花，男人目光的焦點、女人妒忌的那抹燦爛，周繼薇夢想成為的樣子。 | 1-6,8-9,11, 13 |
| 袁方   | 安哲            | 一個願意出手相救的好人。在周繼薇最悲慘的時候，「一塊錢」譜下了一段緣分。 | 2-13           |

### 其他角色
周家
| 角色   | 演員           | 介紹 | 登場集數   |
| 周媽   | 黃嘉千         | 周媽媽很忙，忙著帶小孩、忙著幫人推拿貼補家用。所以她老是會忘記，忘記那個多出來的「周老三」。 | 全劇       |
| 周爸   | 夏靖庭         | 周爸爸在郵局工作，愛家，愛他生命裡的擁擠、沈重而甜蜜的負擔。 | 1-5,7-13   |
| 周繼萱 | 賴佩瑩         | 繼薇大姊。雖然周家生了三個千金，卻沒有一個真的被當成「千金」來養。不過繼萱依舊可以自己活成一個千金的狀態：仗著自己是老大，得到父母最多的關愛，以及妹妹必須的服從，所以她是家裡「要的」最多、意見最多、眼淚最多的。 | 2-3,5,7-13 |
| 周繼茹 | 吳怡霈（成年） | 繼薇二姊。老大照書養，老二照豬養。尤其家中還有一個專長就是「讓老媽的焦點全在自己身上」的大姊，繼如的處境根本就跟「孤島」差不多。所以她自己建設自己、規劃自己，於是也活成自己的一片風光明媚。                       | 2-5,7-11   |
| 周繼茹 | 彭若儀（童年） | 繼薇二姊。老大照書養，老二照豬養。尤其家中還有一個專長就是「讓老媽的焦點全在自己身上」的大姊，繼如的處境根本就跟「孤島」差不多。所以她自己建設自己、規劃自己，於是也活成自己的一片風光明媚。                       | 1          |

戴家
| 角色   | 演員   | 介紹 | 登場集數 |
| 戴奶奶 | 丁也恬 | 戴耀起的奶奶。她有很多的愛，無怨無悔的付給了兒子、孫子。但愛，會養育出兩種靈魂：自私，或者珍惜。 | 1-8,12   |
| 戴媽媽 | 潘儀君 | 戴耀起的媽媽。原是父母的掌上明珠，卻違背父母的意願，與才子學長戴立晨結婚。婚後她才逐漸了解父母之所以不同意的原因─因為立晨的世界中從來就只有自己。所以當才子出了社會開始面臨了責任、壓力之後，便變得刻薄、易怒，將兩人間的情意磨折殆盡。最終，受不了不安定的生活，離開戴家。 | 1        |
| 戴立晨 | 林立書 | 戴耀起的爸爸。總認為自己懷才不遇，而頻頻換工作。後來到北京發展。 | 1        |

其他
| 角色           | 演員   | 介紹 | 登場集數      |
| 美姊           | 林美秀 | 熟透的美女，但，只能孤芳自賞。所以她非常不喜歡那些推擠自己的後浪。 | 2,5-9,11-13   |
| 阿斌           | 吳定謙 | 宅急便SD司機。因為覺得繼薇認真又可愛，所以總是出手相助，甚至開玩笑想做她的「哥哥」，不料卻遭拒，因為繼薇的生命裡只容得下一個哥哥——戴耀起。因此他對戴耀起產生了興趣，認真研究起這個「假哥哥」與周繼薇之間，藏著什麼樣的故事？但，為什麼要這麼「多事」？因為他太知道，那些要做人家哥哥的男人，心裡面的算盤到底是長怎樣？！           | 6-13          |
| 小色           | 張庭瑚 | 戴耀起的小開輩哥們之一。他是富爸爸在外面生的。十二歲那年，明星媽媽自殺後，拜週刊狗仔之賜，他被爸爸帶回家，從此人生裡充滿了一堆「討厭他的親人」。所以他也很討厭自己，老是用另一種凌遲的方式自殺：嗑藥、打架、開快車、換馬子......有一次他真的快死了，但是耀起救了他。他在耀起家的沙發住了一個月，戴奶奶的照顧，才讓他開始喜歡自己。 | 3,5-8,11-13   |
| 小芸           | 林辰唏 | 繼薇高職時代的死黨。跟一般高中女孩一樣，因為期待愛情，所以有點小花痴、小八卦。但愛情總是不來，因為小芸有點小心眼，還有著一口小爛牙、小口臭。 | 1             |
| 張志勳         | 莫子儀 | 繼薇出社會第一份工作的同事。研究所畢業、自恃甚高，但其實是靠著自己的軟實力——後台、背景，一路眼高手低的在繼薇組裡從事破壞。經常取笑繼薇的認真，他認為「人應該放對位子」，自己早就超越了這些凡夫俗子。 | 2,6           |
| 立正           | 勵政達 | 耀起串燒店合夥人之一。老是面帶微笑的他，才是店裡面堅持實踐「不行」的那個實際派，所以年紀輕輕就存了不少錢。他是個算得很清楚的人，但從來不會正面跟人起衝突或潑冷水。譬如耀起講義氣，OK啊，那一切後果耀起自己承擔，立正是絕不手軟的。                                                                                                 | 3-9,11-13     |
| 阿光           | 周洺甫 | 耀起串燒店合夥人之一。看起來總是在忙碌。因為手腳伶俐又專注工作，當然沒時間「苟言笑」，因此，老是讓人覺得他眉頭深鎖，不好「鬥陣」。總是投耀起的反對票，但最終的結果卻往往是...他又氣又沒轍的輸給戴耀起的「義氣」。 | 3-9,11-13     |
| 小爽           | 劉祿存 | 戴耀起的小開輩哥們之一。一個媽寶，偏偏爸爸又拿媽媽沒轍，所以他的日子真的過得很爽。當年爸爸白手起家時，媽媽跟著吃了許多苦，所以現在，媽媽說什麼也不肯自己的兒子再跟當年的自己一樣辛苦，買了一堆房子在兒子名下。串燒店的房子、耀起租的房子，都是他的。                                                                               | 3,5-8,11-13   |
| 小風           | 楊孝君 | 戴耀起的小開輩哥們之一。大學時代罹癌，經治療後痊癒，從此換來家裡對他的包容，唯一對他的期待就是「快樂」。他自己也是，從一個一切追求優秀的男孩，變成一個雲淡風清的過客。什麼都會逝去，那又何必強求？ | 3,5-8,11-13   |
| Mickey         | 葉慈毓 | 繼薇的同事兼麻吉。跟時下一般小女生一樣，愛漂亮、崇尚流行，也喜歡追那些韓劇裡看起來又帥又可愛的花美男。更喜歡在辦公室裡，打聽「有趣」的第一手消息。 | 2,6,8-9,12-13 |
|                | 陳竹昇 | 周繼茹的未婚夫，單親爸爸。 | 8-11          |
| 三米（周冠雄） | 黃健瑋 | 方紹敏從小一起長大的好友。 | 4-6,9,11      |

### 客串演出
| 角色                          | 演員                  | 介紹                                                                                    | 登場集數 |
| 小胖                          | 陳彥佐                | 繼薇與小芸的同學，身材圓潤，向繼薇告白。                                                | 1,4      |
|                               | 鍾欣凌                | 商強工商帶大會操的老師。                                                                | 1        |
|                               | 展榮                  | 戴耀起的同學。                                                                          | 1        |
|                               | 展瑞                  | 戴耀起的同學。                                                                          | 1        |
| 袁爺爺                        | 丁強                  | 戴家台北舊居現任住戶先生。袁方的爺爺。                                                  | 2,4,7    |
| 袁奶奶（小蒨）                | 呂曼茵                | 戴家台北舊居現任住戶太太，有失智症。袁方的奶奶。                                        | 2,4,7    |
|                               | 周明宇                | 周繼薇前公司上司，後跟繼薇一起被裁員。                                                  | 2        |
|                               | 謝念祖                | 警衛。                                                                                  | 2        |
| 查克·莫里哀 （Chuck Molière） | 羅北安                | A&Z生技公司台灣代表人，自稱是華裔紐西蘭人，據說醫師與中國武術雙博士，會用氣卦幫人看病。 | 2-3      |
|                               | 王家梁                | 男演員。                                                                                | 3        |
| 露易莎                        | 王書喬                | A&Z生技公司員工。                                                                       | 3        |
|                               | 張詩盈                | A&Z生技公司員工。                                                                       | 3        |
| 莫里哀 （Molière）            | 柯逸華 （Igor Kovic） | A&Z生技公司標榜之原創人。                                                               | 2-3      |
| 老鄭（鄭玉成）                | 乾德門                | 戴奶奶的老朋友。                                                                        | 8,12     |
| 鈴鐺                          | 朱苓苓                | 老鄭的女兒。                                                                            | 12       |
|                               | 勾峰                  | 小色的父親。                                                                            | 12       |
|                               | 楊麗音                | 小風的母親。                                                                            | 12-13    |
|                               | 陳季霞                | 小爽的母親。                                                                            | 13       |
|                               | 劉佳                  | 小風的姊姊。                                                                            | 13       |

## 電視劇歌曲
| 曲別   | 歌名         | 演唱者   | 作詞           | 作曲                                                        |
| 片頭曲 | 走了         | 亂彈阿翔 | 亂彈阿翔       | 亂彈阿翔                                                    |
| 片尾曲 | 新宿         | 安心亞   | 葛大為         | 徐佳瑩                                                      |
| 插曲   | 你值得我慷慨 | 路嘉欣   | 王俞方、鄔裕康 | 愛力獅                                                      |
| 插曲   | 荊棘的冠冕   | 陳惠婷   | 陳惠婷         | 陳惠婷                                                      |
| 插曲   | 極光         | 陳惠婷   | 陳惠婷         | 陳惠婷                                                      |
| 插曲   | 黑鳥         | 陳惠婷   | 陳惠婷         | 陳惠婷                                                      |
| 插曲   | 白鯨記       | 陳惠婷   | 陳惠婷         | 陳惠婷                                                      |
| 插曲   | 哈囉         | 安心亞   | Hush！         | Anna、F*、Lukas Forchhammer、Stefan Forrest、Morten Ristorp |
| 插曲   | 為你繫上     | 楊孝君   | 楊孝君         | 楊孝君                                                      |
| 插曲   | 志明與春嬌   | 五月天   | 阿信           | 阿信                                                        |

## 妹妹語錄
| 集數         | 語錄                                         |
| 第一種悲哀   | 人生，充滿了逆向行駛！                       |
| 第二種悲哀   | 事情和我想的永遠不一樣！                     |
| 第三種悲哀   | 長大以後，可以幫自己頂住天的人，實在不多了。 |
| 第四種悲哀   | 我們的眼睛，只有一種角度。                   |
| 第五種悲哀   | 希望總是被失望，取而代之。                   |
| 第六種悲哀   | 時間總是在不巧的時候，好巧。                 |
| 第七種悲哀   | 忘了說「再見」。                             |
| 第八種悲哀   | 過去的一切，未必會過得去。                   |
| 第九種悲哀   | 遺憾，來自於，次序的錯亂。                   |
| 第十種悲哀   | 困住我們的，其實是，我們的心。               |
| 第十一種悲哀 | 連在夢裡，都不敢太幸福。                     |
| 第十二種悲哀 | 愛上一個好人。                               |
| 劇終         | 我們一定要重逢，也許在2025年...              |

## 收視率

### 週五晚間首播
| 日期           | 集數       | 收視率 | 收視排名 | 備註                                 |
| -------------- | ---------- | ------ | -------- | ------------------------------------ |
| 2014年8月8日   | 1          | 0.82   | 4        | 台視播出1小時40分；八大播出1小時45分 |
| 2014年8月15日  | 2          | 0.60   | 4        |                                      |
| 2014年8月22日  | 3          | 0.84   | 4        |                                      |
| 2014年8月29日  | 4          | 0.82   | 4        |                                      |
| 2014年9月5日   | 5          | 0.89   | 4        |                                      |
| 2014年9月12日  | 6          | 1.05   | 4        |                                      |
| 2014年9月19日  | 7          | 0.87   | 4        |                                      |
| 2014年9月26日  | 8          | 0.90   | 4        |                                      |
| 2014年10月3日  | 9          | 0.86   | 4        |                                      |
| 2014年10月10日 | 10         | 1.30   | 2        |                                      |
| 2014年10月17日 | 11         | 1.13   | 3        |                                      |
| 2014年10月24日 | 12         | 1.24   | 2        |                                      |
| 2014年10月31日 | 13         | 1.29   | 2        | 最終回                               |
| 平均收視率     | 平均收視率 | 0.97   | -        | -                                    |

- 同時段偶像劇：民視：《廉政英雄》、三立臺灣台：《熱海戀歌／阿母》、三立都會台：《喜歡·一個人／22K夢想高飛》、中視：《神的禮物》、華視：《巷弄裡的那家書店》
- 由AC尼尔森調查，調查範圍是四歲以上收看電視之觀眾。

## 製作團隊
- 製作人：潘瑋翎、陳竹昇
- 編劇：徐譽庭
- 導演：陳戎暉
- 編審：陳駿瑩、賴盈蓁、王筠秀
- 動畫導演：醒吾科技大學 商業設計系 蔡至維老師
- 動畫製作:醒吾科技大學 商業設計系 數位設計系
- 製作公司：親愛的工作室有限公司
- 贊助單位：統一速達 、賽吉兒

## 拍攝場景

### 臺北市
- 西園29服飾創作基地

### 桃園市
- 桃園郵件處理中心

### 新北市
- 新北市私立南強高級工商職業學校
- 菁桐車站
- 石底大斜坑
- 新北市立新店高級中學

### 南投縣
- 中興新村
- 中興郵局
- 光明公園

## 獲獎與提名

### 第50屆金鐘獎
| 年份 | 獲提名   | 獎項             | 結果 |
| ---- | -------- | ---------------- | ---- |
| 2015 | 《妹妹》 | 戲劇節目獎       | 提名 |
| 2015 | 藍正龍   | 戲劇節目男主角獎 | 獲獎 |
| 2015 | 陳戎暉   | 戲劇節目導演獎   | 提名 |
| 2015 | 徐譽庭   | 戲劇節目編劇獎   | 提名 |

## 腳註
1. ↑  . 蘋果日報. 2014-06-23  [2014-06-23]. （原始内容存档于2014-07-15）.

## 外部連結
- 官方网站－台視
- 官方网站－八大[永久]
- 妹妹的Facebook專頁
- 互联网电影数据库（IMDb）上《妹妹》的资料（英文）
- 豆瓣电影上《妹妹》的資料 （简体中文）
- 僕らのメヌエット 日本DVD網站（页面存档备份，存于）

| 臺灣 台視主頻、台視HD台 周五優質戲劇     | 臺灣 台視主頻、台視HD台 周五優質戲劇     | 臺灣 台視主頻、台視HD台 周五優質戲劇 |
| ---------------------------------------- | ---------------------------------------- | ------------------------------------ |
|                                          | 妹妹 （2014年8月8日－2014年10月31日）    |                                      |
| 威廉王子 （2014年4月25日－2014年8月1日） | 徵婚啟事 （2014年11月7日－2015年1月9日） |                                      |

| 臺灣 八大綜合台 每週六 22:00 - 23:30     | 臺灣 八大綜合台 每週六 22:00 - 23:30      | 臺灣 八大綜合台 每週六 22:00 - 23:30 |
| ---------------------------------------- | ----------------------------------------- | ------------------------------------ |
|                                          | 妹妹 （2014年8月9日－2014年11月1日）      |                                      |
| 威廉王子 （2014年4月26日－2014年8月2日） | 徵婚啟事 （2014年11月8日－2015年1月10日） |                                      |

| 马来西亚 八度空間 每週六 18:30 - 20:00    | 马来西亚 八度空間 每週六 18:30 - 20:00 | 马来西亚 八度空間 每週六 18:30 - 20:00 |
| ----------------------------------------- | -------------------------------------- | -------------------------------------- |
|                                           | 妹妹 （2014年8月9日－2014年11月1日）   |                                        |
| 鄰家花美男 （2014年5月3日－2014年8月2日） | －                                     |                                        |

| 新加坡 新传媒U频道 每週六 21:00 - 22:30 | 新加坡 新传媒U频道 每週六 21:00 - 22:30   | 新加坡 新传媒U频道 每週六 21:00 - 22:30 |
| --------------------------------------- | ----------------------------------------- | --------------------------------------- |
|                                         | 妹妹 （2014年8月30日－2014年11月22日） PG |                                         |
| 49天 （2014年6月22日－2014年8月23日）   | 繼承者們 （2014年11月29日－2015年）       |                                         |

| 美国 旧金山 KTSF26台 每週一至週五 21:00 - 22:00 | 美国 旧金山 KTSF26台 每週一至週五 21:00 - 22:00 | 美国 旧金山 KTSF26台 每週一至週五 21:00 - 22:00 |
| ----------------------------------------------- | ----------------------------------------------- | ----------------------------------------------- |
|                                                 | 妹妹 （2014年12月2日－2015年1月1日）            |                                                 |
| 一代枭雄 （2014年9月30日－2014年12月1日）       | 风中奇缘 （2015年1月2日－2015年3月2日）         |                                                 |

| 香港 無綫網絡電視煲劇2台 每週一至週五 12:30 - 13:30 | 香港 無綫網絡電視煲劇2台 每週一至週五 12:30 - 13:30 | 香港 無綫網絡電視煲劇2台 每週一至週五 12:30 - 13:30 |
| --------------------------------------------------- | --------------------------------------------------- | --------------------------------------------------- |
|                                                     | 妹妹（原音版） （2015年1月8日－2015年2月5日）       |                                                     |
| 女人30（原音版） （2014年9月24日－2015年1月7日）    | 原來愛·就是甜蜜 （2015年2月6日－2015年3月5日）      |                                                     |

| 臺灣 TVBS歡樂台 每週一至週四 20:00 - 21:00    | 臺灣 TVBS歡樂台 每週一至週四 20:00 - 21:00          | 臺灣 TVBS歡樂台 每週一至週四 20:00 - 21:00 |
| --------------------------------------------- | --------------------------------------------------- | ------------------------------------------ |
|                                               | 妹妹 （2015年3月25日－2015年4月30日）               |                                            |
| 愛的生存之道 （2015年2月18日－2015年3月24日） | 俏摩女搶頭婚（重播） （2015年5月5日－2015年6月5日） |                                            |